# 渡船路站
渡船路站（法語：Rue du Bac）是巴黎地鐵的一個車站，位於巴黎七區，得名于渡船路。渡船路站開業於1910年11月5日，最初是南北公司A線的車站。1931年3月27日改為巴黎地鐵12號線的車站。馬提尼翁府和玻璃屋位於渡船路站的附近。2021年乘客數有1423364人。

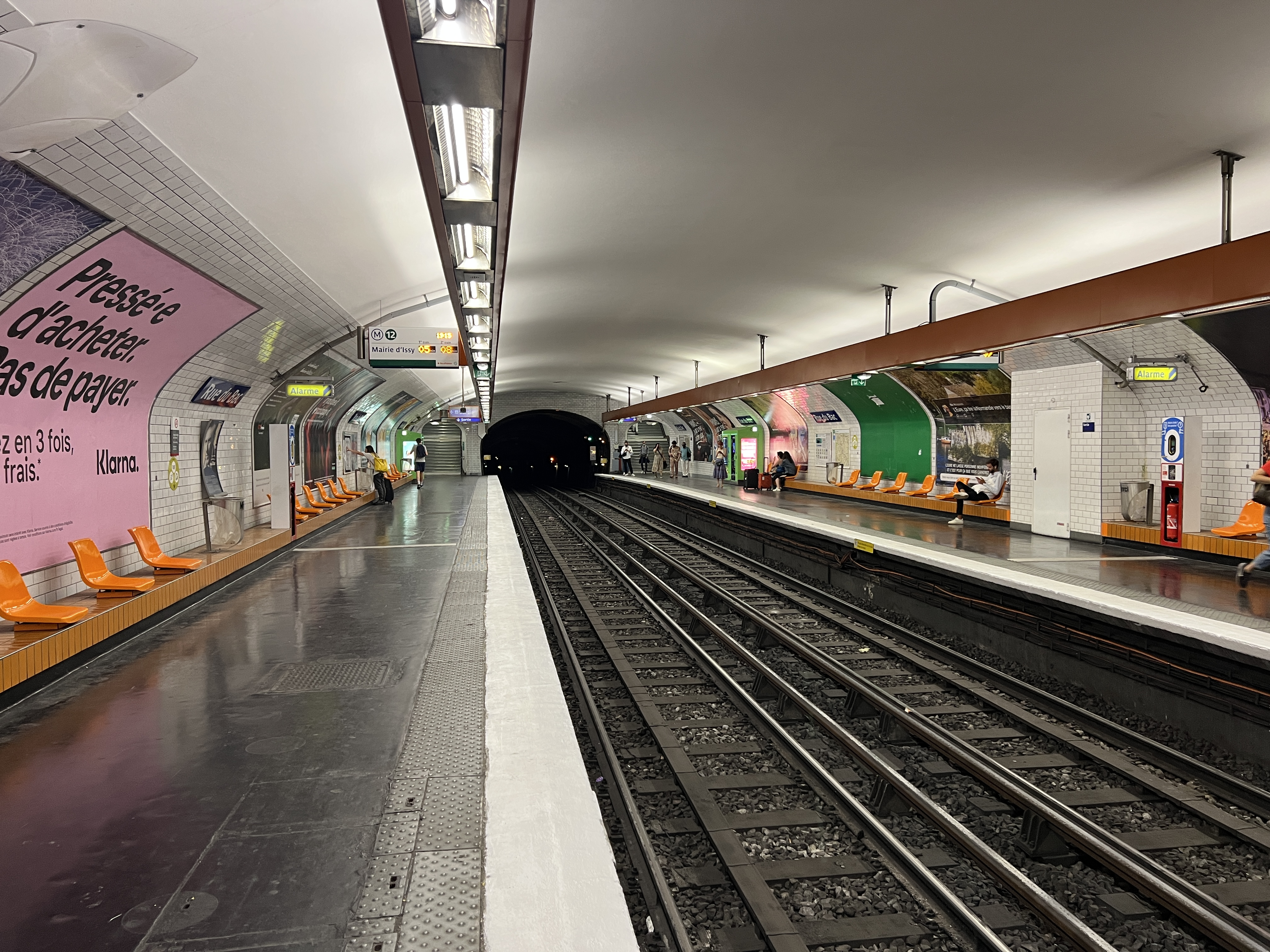
月台（2022年7月）

## 歷史
該車站於1910年11月5日開放，作為南北公司A線的一部分，連接凡爾賽門站和洛雷特聖母院站。1931年3月27日，A線被巴黎地鐵公司（Compagnie du chemin de fer métropolitain de Paris）接管，並成為12號線。
2011年2月24日，在朝伊西市政厅站的站台上設立了一個爲了紀念詩人和抵抗戰士勒内·夏尔的文化面板。選擇在該站安裝面板，是因為車站靠近附近的一個公共廣場，也就是Place René-Char，而該廣場已經在他2007年百年冥誕時以他的名字命名。
2019年，該站共有2,304,665名乘客使用，成為巴黎地鐵網絡302個車站中的第225繁忙車站。
2020年，該站在2019冠状病毒病疫情中共有916,367名乘客使用，成為巴黎地鐵網絡304個車站中的第252繁忙車站。
2021年，該站有1,423,364名乘客使用，成為巴黎地鐵網絡304個車站中的第241繁忙車站。

## 車站結構
| 街道層     |                    |                                  |
| B1         | 夾層               |                                  |
| 12號線月台 | 側式月台，右側開門 | 側式月台，右側開門               |
| 12號線月台 | 南行               | 往伊西市政厅（塞夫爾-巴比倫）    |
| 12號線月台 | 北行               | 往欧贝维利耶市政厅（索尔费里诺） |
| 12號線月台 | 側式月台，右側開門 |                                  |